# Hypsoprora erecta
Hypsoprora erecta är en insektsart som beskrevs av Fonseca. Hypsoprora erecta ingår i släktet Hypsoprora och familjen hornstritar. Inga underarter finns listade i Catalogue of Life.